# Аїраї
7°22′00″ пн. ш. 134°33′00″ сх. д. / 7.3666666666667° пн. ш. 134.55° сх. д.
Аїраї — штат у Палау, є другим за чисельністю населення відносно всіх інших штатів, розташований в Океанії на південному узбережжі острова Бабелдаоб.
Штат утворений 1 січня 1981 року, а 5 квітня 1990 року було ухвалено його конституція. З 5 квітня 2014 року, губернатором штату Аїруї є Тмеванг Ренгульбаі, який вже був губернатором з 1998 по 2006 роки.

## Географія
Площа штату становить 44 км² , а населення 2005 року — 2723 жителів. У цьому штаті розташований міжнародний аеропорт Римського Тметучля, який є головним аеропорт країни. Штат з'єднаний мостом з сусіднім островом Корор.
Аїраї розташований у південно східному кутку Бабельдаобу, включає густу окантовку мангрових заростей та кілька вапнякових скельних островів, що виходять із мангрових заростей у лагуну. У південно-східному куті знаходиться однойменна велика і неглибока затока Аїраї. Внутрішня та південно-східна частини штату осушуються річкою Нґерікіїл з її притоками, включаючи Кмекумер та Чеденг. 

## Уряд і політика
Штат Аїраї має обраного виконавчого директора, губернатора. У штаті також є законодавчий орган, який обирається кожні чотири роки. Населення штату обирає одного з членів Палати представників Палау.